# Episodi di Die Rosenheim-Cops (sesta stagione)
La sesta stagione della serie televisiva Die Rosenheim-Cops è stata trasmessa in anteprima in Germania dalla ZDF tra il 24 ottobre 2006 e il 13 marzo 2007.
| nº | Titolo originale              | Titolo italiano | Prima TV Germania | Prima TV Italia |
| -- | ----------------------------- | --------------- | ----------------- | --------------- |
| 1  | Tod im Klavier                | inedito         | 24 ottobre 2006   | inedito         |
| 2  | In der Höhle des Mörders      | inedito         | 31 ottobre 2006   | inedito         |
| 3  | Bei Panne: Mord               | inedito         | 7 novembre 2006   | inedito         |
| 4  | Tod eines Ekels               | inedito         | 14 novembre 2006  | inedito         |
| 5  | Erpresser leben gefährlich    | inedito         | 21 novembre 2006  | inedito         |
| 6  | Bauernopfer                   | inedito         | 28 novembre 2006  | inedito         |
| 7  | Im Banne der Koi              | inedito         | 5 dicembre 2006   | inedito         |
| 8  | Der Tod stand vor der Tür     | inedito         | 12 dicembre 2006  | inedito         |
| 9  | Reiche Säcke, arme Schweine   | inedito         | 18 dicembre 2006  | inedito         |
| 10 | Das Feuer der Rache           | inedito         | 2 gennaio 2007    | inedito         |
| 11 | Tod eines Dichters            | inedito         | 9 gennaio 2007    | inedito         |
| 12 | Tod im Sonnendrachen          | inedito         | 16 gennaio 2007   | inedito         |
| 13 | Leben vergeht, Geld besteht   | inedito         | 23 gennaio 2007   | inedito         |
| 14 | Mitten ins Herz               | inedito         | 30 gennaio 2007   | inedito         |
| 15 | Zu viel Geld - zu wenig Leben | inedito         | 6 febbraio 2007   | inedito         |
| 16 | Die letzten Tage              | inedito         | 13 febbraio 2007  | inedito         |
| 17 | Ein mörderischer Abgang       | inedito         | 20 febbraio 2007  | inedito         |
| 18 | Der Jäger ist des Jägers Tod  | inedito         | 27 febbraio 2007  | inedito         |
| 19 | Tödliche Tour                 | inedito         | 6 marzo 2007      | inedito         |
| 20 | Liebe bis zum Ende            | inedito         | 13 marzo 2007     | inedito         |